# 막푹하이
막복해(베트남어: Mạc Phúc Hải / 莫福海, ? ~ 1546년)는 대월 막조의 제3대 황제(재위: 1540년 ~ 1546년)이다. 막등영의 아들이다. 묘호는 헌종(憲宗)이고, 시호는 현황제(顯皇帝)이다. 사용한 연호는 광화이다.

## 생애
1540년, 반국공(蟠國公)에 봉해졌다가, 같은 해 막등영이 죽자 그 뒤를 이어서 황제로 즉위하였다. 조부 막등용이 태상황으로 생존해 있었고 권력을 잡고 있었다.
명나라는 막씨가 후려조의 제위를 찬탈한 것으로 보고 군사를 이끌고 막조를 치려 하였다. 태상황 막등용은 이를 두려워 하였고, 막복해는 머물러 나라를 지키고자 하였으나, 막등용이 대신들을 거느린 후 유의관(友誼關)으로 가서 명나라에 항복하였으며 명나라는 막 왕조의 항복을 받아들였고, 막등용을 안남군통사(安南都統使)에 봉하였다.
1541년, 태상황 막등용이 죽자, 막복해는 친정을 시작하였으며 후려조 후기 세력의 주축인 완감, 정검과 대치하였다.
1545년에 막조의 장수 양집일(楊執一)이 완감에게 패배하자 거짓으로 항복한 후 그를 암살하여 후려조에 혼란을 일으켰고, 이후 정검과 완황의 대립이 일어났다.
1546년에 사망하여 아들인 막복원이 뒤를 이었다.
| 전 임 막등영 | 제3대 대월 막조의 황제 1540년 ~ 1546년 | 후 임 막복원 |